# تاريخ المغرب الاقتصادي
التاريخ الاقتصادي للمغرب يغطي فترات التاريخ الذي عاشه المغاربة وتخللته أحداث اقتصادية، سواء في الأراضي التي تقع داخل حدود المغرب الحالي أو الأراضي التي حكمها المغاربة خلال فترة محددة.

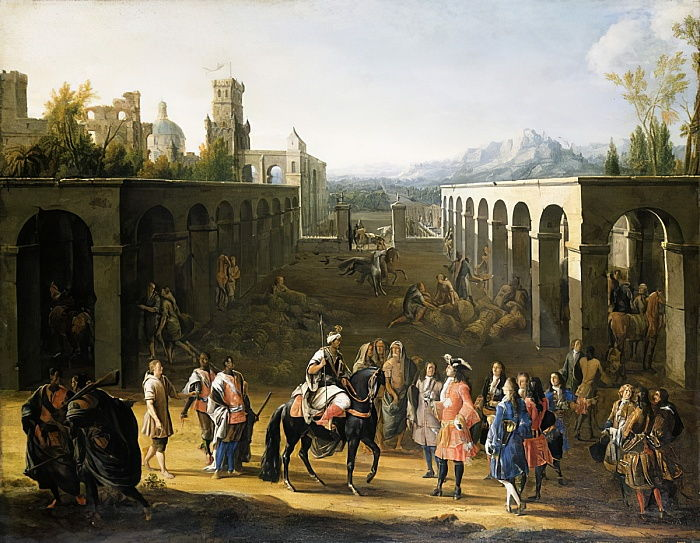
السلطان إسماعيل بن علي الشريف يستقبل فرانسوا بيدو سفير لويس الرابع عشر ملك فرنسا سنة 1693.

خلال القرن الثامن عشر أخذت المصالح الأوروبية تنمو يوما بعد آخر في البحر الأبيض المتوسط، وأصبحت تلك المصالح تحتم على الدول الأوروبية تأمين تجارتها في محاولة للحد من حركة الجهاد البحري التي كانت تقوم بها الأساطيل المغربية في تلك الفترة، ونتيجة لذلك أخذت الكثير من الدول الأوروبية في النصف الثاني من القرن الثامن عشر في عقد أو تجديد معاهداتها مع المغرب، ففي عهد السلطان محمد الثالث (في المنصب: 1757 حتى 1790) على سبيل المثال، عقدت حوالي سبع دول أوروبية معاهدات صداقة وتجارة مع المغرب اشتملت على تأمين تجارتها في البحر المتوسط، وإعطاء امتيازات لقناصلها وتجارها ومواطنيها، ومن خلال بنود تلك المعاهدات يلاحظ أن هناك تركيز على سلامة سفن الدول الأوروبية وتقديم الخدمات لها في الموانئ المغربية وأن هناك تشابه بين بنود تلك المعاهدات.
مقابل ذلك، كانت العديد من الدول الأوروبية تلتزم بدفع غرامات مالية له، والسبب يعود إلى تنامي قوته العسكرية في تلك الفترة، وقد وصف المؤرخ المغربي أبو عباس الناصري (1835-1897) علاقة المغرب مع الدول الأوروبية حيث قال في وصف السلطان محمد الثالث:
| تاريخ المغرب الاقتصادي                                     | وهابه ملوك الفرنج [ملوك أوروبا] وطواغيتهم، ووفدت عليه رسلهم بالهدايا والتحف، يطلبون مسالمته في البحر، بلغ ذلك بسياسته وعلو همته حتى عمت مسالمة أجناس النصارى (...) وكانوا يستجلبون مرضاته بالهدايا والألطاف وكل ما يقدرون عليه، (...) وكان أعظم طواغيتهم طاغية الإنجليز والفرنسيس [الفرنسيين]، فكانوا يأنفون أداء الضريبة علانية مثل غيرهم من الأجناس، فكان يستخرجها منهم وأكثر منها بوجه لطيف. | تاريخ المغرب الاقتصادي |
| — أبو عباس الناصري، كتاب الاستقصا لأخبار دول المغرب الأقصى | |                        |

على الرغم من ذلك، فقد استطاعت كل من فرنسا وإنجلترا أن تبرما معاهدات مع المغرب أعطتهم امتيازات أكثر مما أعطت الدول الأوروبية الأخرى، وهذا يدل على أن هاتين الدولتين كانتا تتمتعان بقوة عسكرية مكنتهما من الحصول على تلك الامتيازات.
مع نهاية القرن الثامن عشر وبداية القرن التاسع عشر أخذت المصالح الأوروبية تزداد تدريجيا في البحر الأبيض المتوسط، وبدأ الأوروبيون يخططون للقضاء على القرصنة البحرية في المنطقة المغاربية ومن بينها الأسطول المغربي، ولتحاشي الاصطدام مع الدول الأوروبية قرر السلطان سليمان بن محمد (في المنصب: 1797 حتى 1822) الحد من نشاط القرصنة البحرية.

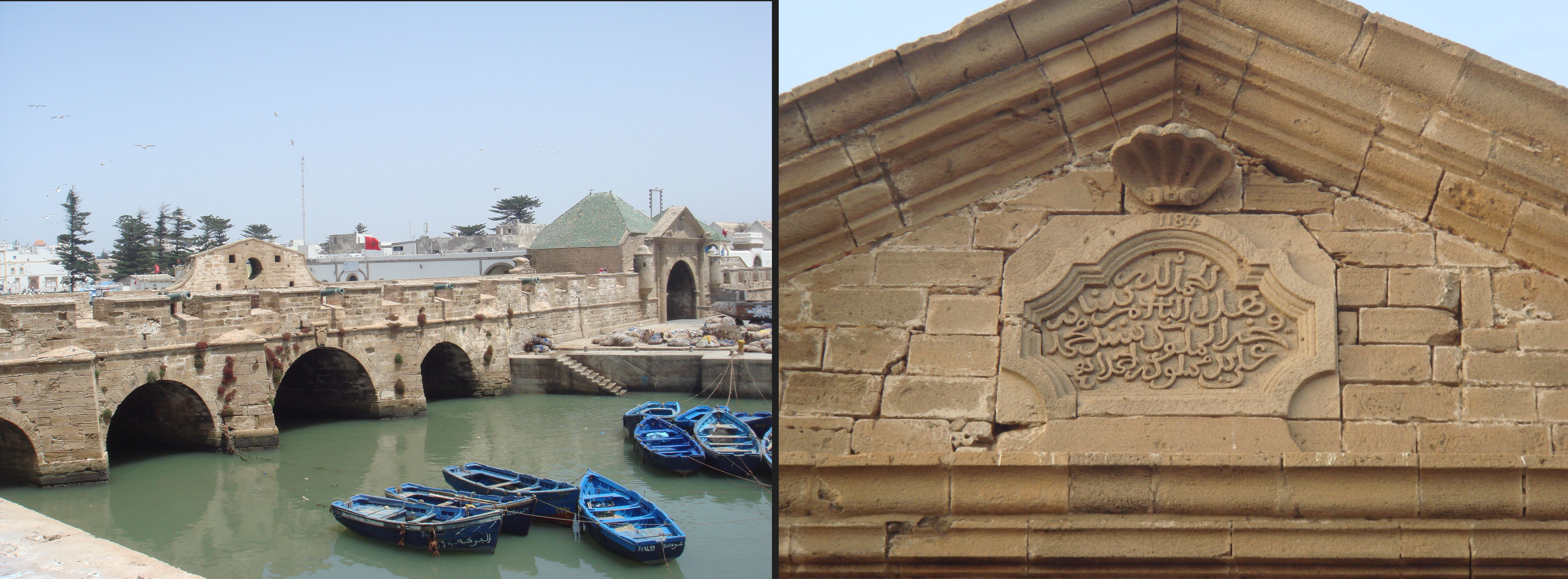
تحصينات الميناء في الصويرة تم بناؤها من طرف المهندس أحمد النكليزي سنة 1770.

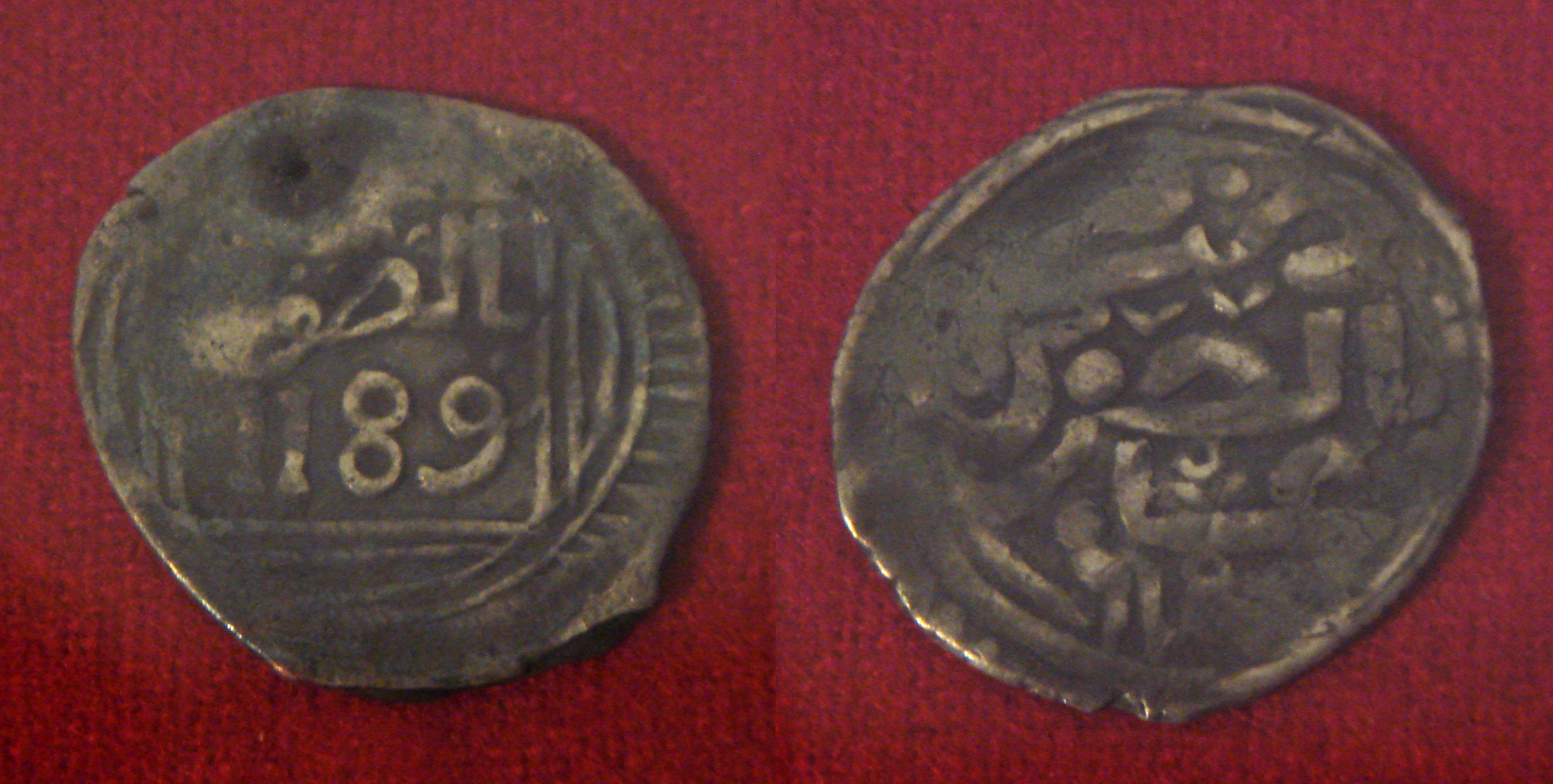
عملة مغربية تم صكها في الصويرة سنة 1775.

من الناحية الاجتماعية، عرفت العديد من المناطق -باستثناء المنطقة الشمالية- فترات متكررة من المجاعة والتي كانت تؤدي إلى الأوبئة وانعدام الاستقرار الاجتماعي، وقد حصل ذلك نتيجة تضافر عوامل طبيعة كالجفاف وزحف الجراد [الإنجليزية]، وعوامل بشرية تمثلت في الصراعات السياسية حول العرش المغربي والطبيعة التقليدية للمجتمع، حيث لم تتطور قوى الإنتاج بشكل يسمح بإيجاد فائض في الإنتاج وتكديسه لمواجهة سنوات الجفاف. ويقول المؤرخ الناصري في وصف ذلك «كانت المجاعة الكبيرة بالمغرب وانحبس المطر ووقع القحط وكثر الهرج، ودام ذلك قريبا من سبع سنين . أكل الناس فيها الميتة والخنزير والآدمي وفنى أكثرهم جوعا».
غير أن المبادلات التجارية مع أوروبا سمحت بشراء المواد الغذائية من الخارج مما كان يساعد أحيانا على التخفيف من حدة الأزمة، كما حدث عند استيراد القمح بواسطة شركة إسبانية خلال «المجاعة الكبيرة» (1776-1782) أو عندما استورد المغرب الحبوب من جبل طارق سنة 1817.
في مجالات التجارة الخارجية، كانت للمغرب بعض الخصائص التي ميزته عن باقي المنطقة المغاربية وأعطته الأولوية في التجارة مع أوروبا، فالمغرب من الناحية الجغرافية هو الأقرب لأوروبا حيث لا يفصل بينهما سوى مضيق جبل طارق الذي لا يتعدى عرضه في أضيق نقطة 15 كيلومتر، ومن الناحية السكانية فالمغرب يضم أقلية يهودية كانت تشكل حوالي 7% من عدد السكان خلال القرن التاسع عشر، وكانت تعمل في التجارة ولها علاقة قوية مع التجار اليهود الأوروبيين، مما أدى إلى ارتفاع التعاملات التجارية بين أوروبا والمغرب. كانت مدينة طنجة في بداية القرن العشرين مدينة متنوعة للغاية، إذ أنها أوت عام 1956 40,000 مسلم، 30,000 أوروبي، و15,000 يهودي.